# 椎名あゆみ
椎名 あゆみ（しいな あゆみ、本名：三好 明美、1969年8月29日 - ）は、日本の漫画家。愛媛県四国中央市出身。
血液型B型。

## 略歴
愛媛県立川之江高等学校卒業。
1987年、『りぼんオリジナル』秋の号に発表した「涙のメッセージ」でデビュー。長年、『りぼん』（集英社）の主力作家として活躍した。
現在、『Cookie』（集英社）にて「三日月と流れ星」を連載中。
代表作には『あなたとスキャンダル』、『ベイビィ★LOVE』などがある。

## 人物
交友関係：倉橋えりかと親友である。

## 作品リスト

### りぼんマスコットコミックス
- ピーターパンの空 - 1990年1月17日、ISBN 978-4-08-853513-5
  - ピーターパンの空 - りぼん・1989年6月号から9月号掲載
  - 涙のメッセージ(デビュー作) - りぼんオリジナル・1987年秋の号掲載
- マインド・ゲーム（前・後）
  1. 前編 - 1990年9月19日、ISBN 978-4-08-853539-5
    - マインド・ゲーム - りぼん・1990年1月号〜5月号掲載

  2. 後編 - 1990年12月15日、ISBN 978-4-08-853548-7
    - マインド・ゲーム - りぼん・1990年6月号〜8月号掲載
    - 魔法をかけて - りぼん・1988年7月号掲載
    - 心にそっとささやいて - りぼん・1988年3月号掲載
- 無敵のヴィーナス（全4巻）
  1. 1992年7月20日、ISBN 978-4-08-853619-4
    - 無敵のヴィーナス - りぼんオリジナル・1991年初夏の号、りぼん・1991年10月号、1992年1月号、2月号掲載

  2. 1992年11月18日、ISBN 978-4-08-853638-5
    - 無敵のヴィーナス - りぼん・1992年3月号〜1993年7月号掲載

  3. 1993年4月20日、ISBN 978-4-08-853659-0
    - 無敵のヴィーナス - りぼん・1992年8月号〜1993年11月号掲載
    - スイート・スノー - りぼん・1989年1月号掲載

  4. 1993年6月20日、ISBN 978-4-08-853669-9
    - 無敵のヴィーナス - りぼん・1992年12月号〜1993年2月号掲載
    - 丘の上のエイリアン - りぼんオリジナル・1991年早春の号掲載
    - せつなさに似て - りぼん・1990年11月号掲載
- あなたとスキャンダル（全5巻）
- ベイビィ★LOVE（全9巻）
- お伽話をあなたに - 2001年2月20日、ISBN 978-4-08-856194-3
  - お伽話をあなたに - りぼんオリジナル・1996年8月号掲載
  - お伽話をあなたに2 〜宝石姫〜 - りぼんオリジナル・1998年8月号掲載
  - きまぐれなMARIA(無敵のヴィーナス 番外編) - 1994年・りぼん秋のびっくり大増刊号掲載
- ペンギン☆ブラザーズ（全5巻）
- ダイス（全2巻）
- お伽話をあなたに 月夜の舞姫 - 2006年7月19日、ISBN 978-4-08-856694-8
  - お伽話をあなたに 月夜の舞姫 - りぼんオリジナル・2005年12月号〜2006年4月号掲載
  - 女神様のしっぽ - りぼん・2005年6月号別冊ふろく掲載
- ドリームメディシン- 2011年1月14日、ISBN 978-4-08-867094-2
  - ドリームメディシン - 2009年・春の大増刊号りぼんスペシャル掲載
  - ドリームメディシン - 2009年・りぼんファンタジー増刊号掲載
  - ドリームメディシン - 2010年・春の大増刊号りぼんスペシャル掲載
  - ドリームメディシン - 2010年・りぼんファンタジー増刊号掲載
- 恋愛スキル- 2012年9月14日、ISBN 978-4-08-867225-0
  - 青の音色 - 2011年・夏の大増刊号りぼんスペシャルレモン・オレンジ掲載
  - 女の子はフクザツ。- 2012年・冬の大増刊号りぼんスペシャル掲載
  - 恋愛スキル - 2012年・春の大増刊号りぼんスペシャルキュート掲載
- 子猫の吐息で- 2013年12月13日、ISBN 978-4-08-867299-1
  - ディンドン - 2011年・冬の大増刊号りぼんスペシャル掲載
  - ハートビート - 2012年・夏の大増刊号りぼんスペシャルスカイ掲載
  - 全部君のせい - 2013年・冬の大増刊号りぼんスペシャル掲載
  - 子猫の吐息で - 2013年・春の大増刊号りぼんスペシャルキュート掲載

### マーガレットコミックス
- 三日月と流れ星[1]（2014年 - 2022年、全8巻）
  1. 2015年7月24日発売[2][3]、『Cookie』2014年9月号[4]、2015年1月号[5] - 5月号、ISBN 978-4-08-845423-8
    - ベイビィ★LOVE -10 years after-[6]（『りぼん』2015年6月号）

  2. 2016年5月25日発売[7]、『Cookie』2015年7月号 - 2016年3月号、ISBN 978-4-08-845582-2
    - ベイビィ★LOVE -10 years after- おまけ編（描きおろし）

  3. 2017年1月25日発売[8]、『Cookie』2016年5月号 - 2017年1月号、ISBN 978-4-08-845708-6
    - ベイビィ★LOVE -10 years after- 番外編 柊ちゃんVS社長!?[9]（『Cookie』2016年11月号）

  4. 2017年9月25日発売[10]、『Cookie』2017年3月号 - 11月号冒頭部分、ISBN 978-4-08-845830-4
    - ベイビィ★LOVE -10 years after- 番外編 遠距離恋愛…!?[11]（『Cookie』2017年7月号）

  5. 2018年7月25日発売[12]、『Cookie』2017年11月号途中から - 2018年7月号、ISBN 978-4-08-844070-5
    - ベイビィ★LOVE -10 years after- 番外編 柊ちゃんが浮気!?[13]（『Cookie』2018年7月号）

  6. 2019年5月24日発売[14]、『Cookie』2018年9月号 - 2019年5月号、ISBN 978-4-08-844197-9
    - ベイビィ★LOVE -10 years after- 番外編 クロスオーバー@就活!（『Cookie』2019年5月号）

  7. 2020年7月22日発売[15]、『Cookie』2019年7月号、2019年11月号 - 2020年7月号、ISBN 978-4-08-844310-2
    - ベイビィ★LOVE -10 years after- 番外編 小春と二階堂編（『Cookie』2020年3月号）

  8. 2022年4月25日発売[16]、『Cookie』2020年9月号 - 2021年1月号、2021年11月号 - 2022年3月号[17]、ISBN 978-4-08-844623-3
    - 椎名あゆみ先生デビュー30周年スペシャル!!!しーなWORKS（『Cookie』2018年1月号）

### 集英社コミック文庫
- ベイビィ★LOVE（全5巻）
- あなたとスキャンダル（全3巻）

### コバルト文庫（ノベライズ作品）
- 無敵のヴィーナス ロマンチック・ストーリー（全3巻）　著：空色水野
  1. 1997年7月10日、ISBN 4-08-611763-0
  2. 1993年12月10日、ISBN 4-08-611805-X
  3. 1994年4月10日、ISBN 4-08-611842-4
- あなたとスキャンダル 学園どたばたコメディ（全1巻）　著：倉本由布
- ベイビィ★LOVE とびきりラブ・モーション（全3巻）　著：田中雅美

### 単行本未収録作品
- 青春時代の悩み - りぼんティーンズ・1996年9月増刊号掲載
- 椎名とせあらのファッションのおはなし - りぼんティーンズ・1997年5月増刊号掲載
- これってHAPPY? - りぼん・2004年2月号掲載
- 赤い髪のマルレイナ - りぼんオリジナル・2005年8月号掲載
- スキップステップ - 2007年・りぼん春の超びっくり大増刊号掲載
- もうつきあってるよね？ - 2013年・夏の大増刊号りぼんスペシャルミント掲載
- アフターフェスティバル - 2014年・冬の大増刊号りぼんスペシャル掲載
- フローズンチョコレート-2014年・春の大刊号りぼんスペシャル掲載
- 小さな恋の種-2015年・冬の大増刊号りぼんスペシャル掲載

## 関連人物
- マキノ[18] - 日本の漫画家。アシスタント経験者。